# Заутра, Йонас
Йонас Заутра (лит. Jonas Zautra; 25 ноября 1959, Оса) — советский литовский гребец-байдарочник, выступал за сборную СССР в конце 1970-х — начале 1980-х годов. Серебряный и бронзовый призёр чемпионата мира, трёхкратный чемпион Советского Союза, победитель регат республиканского и всесоюзного значения. На соревнованиях представлял спортивное общество «Труд», мастер спорта международного класса. Также известен по работе в Министерстве внутренних дел Литвы.

## Биография
Йонас Заутра родился 25 ноября 1959 года в селе Оса Усть-Ордынского Бурятского автономного округа (ныне часть Иркутской области), однако в 1962 году вместе с родителями вернулся на историческую родину в Литовскую ССР. Активно заниматься греблей начал в раннем детстве, проходил подготовку в добровольном спортивном обществе «Труд» в Каунасе.
Первого серьёзного успеха в гребле добился в 1977 году, когда выиграл молодёжный чемпионат Европы во Франции. В 1979 попал в основной состав советской национальной сборной и благодаря череде удачных выступлений удостоился права защищать честь страны на чемпионате мира в немецком Дуйсбурге — стартовал здесь в четвёрках на дистанциях 500 и 1000 метров: в первом случае завоевал серебряную медаль, уступив только команде ГДР, тогда как во втором случае получил бронзу, пропустив вперёд экипажи из ГДР и Польши.
В 1981 году Заутра стал чемпионом Советского Союза в зачёте одиночных байдарок на километровой дистанции. В 1982 и 1984 годах выигрывал всесоюзное первенство в программе эстафеты 4 × 500 м. За выдающиеся спортивные достижения удостоен почётного звания «Мастер спорта СССР международного класса».
Начиная с 1992 года, после завершения спортивной карьеры, работал в Министерстве внутренних дел Литвы, с 2007 года занимает должность заместителя командира Бюро общественной безопасности. Полковник.